# Thaumeledone gunteri
Thaumeledone gunteri är en bläckfiskart som beskrevs av Robson 1930. Thaumeledone gunteri ingår i släktet Thaumeledone och familjen Octopodidae. Inga underarter finns listade i Catalogue of Life.